# 方顯
方顯（1443年—？年），字孔融，四川重慶府江津縣人，明朝政治人物。
成化八年壬辰科第三甲第六十九名進士。。授江西南豐縣知縣。

## 延伸阅读
[在维基数据编辑]